# Det regnar och brinner
Det regnar och brinner är en låt av Bob hund som utgavs digitalt den 11 april 2012. Den förekommer också på albumet Låter som miljarder.